# Najveći hitovi (Dražen Zečić)
Najveći hitovi je kompilacijski album hrvatskog pjevača Dražena Zečića. Izdan je 1997.
Popis pjesama
1. I suze su za ljude
2. Idi, ako voljet nisam znao
3. Kad bi znala
4. Silvija
5. Ne plači, crna ženo
6. Što će meni
7. Opraštam se noćas
8. Ako je sretneš
9. Bijeli veo
10. Ako odem prijatelji
11. Ruke gore
12. Ja sam tebi dao sve
13. Ni od koga milost neću
14. Govore mi mnogi ljudi
15. Boem u duši
16. Sanjaj me